# Mido Bimbi
Mido Bimbi (Forcoli, 12 febbraio 1924 – Livorno, 25 giugno 2017) è stato un calciatore e allenatore di calcio italiano, di ruolo difensore.
Il 27 aprile 2010, durante la "Giornata del Calcio", è stato premiato per il suo contributo alla squadra del Livorno.

## Carriera

### Giocatore
La sua carriera è legata al Livorno, con cui ha giocato a più riprese e disputato due campionati di Serie A, arrivando con la squadra al 14º posto in classifica nella stagione 1947-1948 e giocando con i toscani più di 110 partite; nel massimo campionato italiano giocò anche con la Lazio nella stagione 1950-1951, con cui arrivò al quarto posto in classifica, per passare l'anno successivo in prestito all'Udinese, sempre in Serie A, con cui arrivò 12º.

### Allenatore
ha allenato la Lucchese, il Brescia, il Genoa ed il Melfi.